# Hypochaeris uniflora
La costolina alpina (nome scientifico Hypochaeris uniflora Vill., 1779) è una specie di pianta angiosperma dicotiledone della famiglia delle Asteraceae.

## Etimologia
L'etimologia del genere (Hypochaeris) è piuttosto dubbia e si perde lontano nel tempo; potrebbe derivare da due parole greche Hypo (= sottoterra) e choeros (= maiale); infatti le radici della specie Hypochaeris radicata sono molto ricercate dai maiali che per cibarsene scavano la terra col loro “grufo” per trovarle. L'epiteto specifico (uniflora) fa riferimento ai capolini solitari della pianta.
Il genere Hypochaeris venne introdotto nella classificazione scientifica nel 1754 da Carl von Linné (Rashult, 23 maggio 1707 – Uppsala, 10 gennaio 1778),  biologo e scrittore svedese. Il nome scientifico della specie è stato definito dal botanico francese Dominique Villars (14 novembre 1745, Villar – 26 giugno 1814, Strasburgo) nella pubblicazione "Prospectus de l'Histoire des Plantes de Dauphiné " (Prosp. Hist. Pl. Dauphiné 37) nel 1779.
I francesi chiamano questa pianta con il nome di Porcelle à une tête; mentre i tedeschi la chiamano: Einkōpfiges Ferkelkraut.

## Descrizione

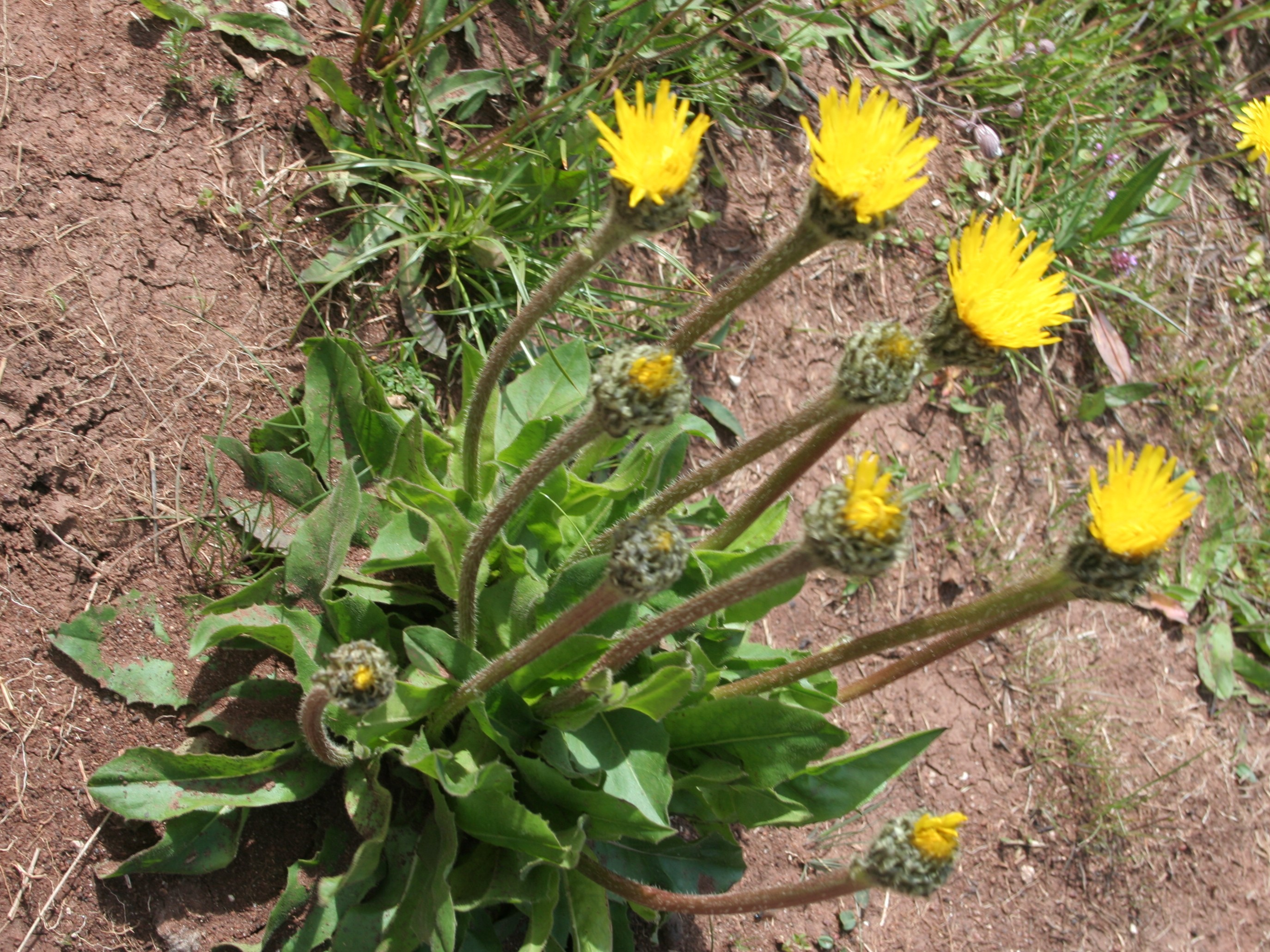
La rosetta basale
Località Passo di Falzarego, Cortina (BL), 2105 m s.l.m. - 25/07/2008

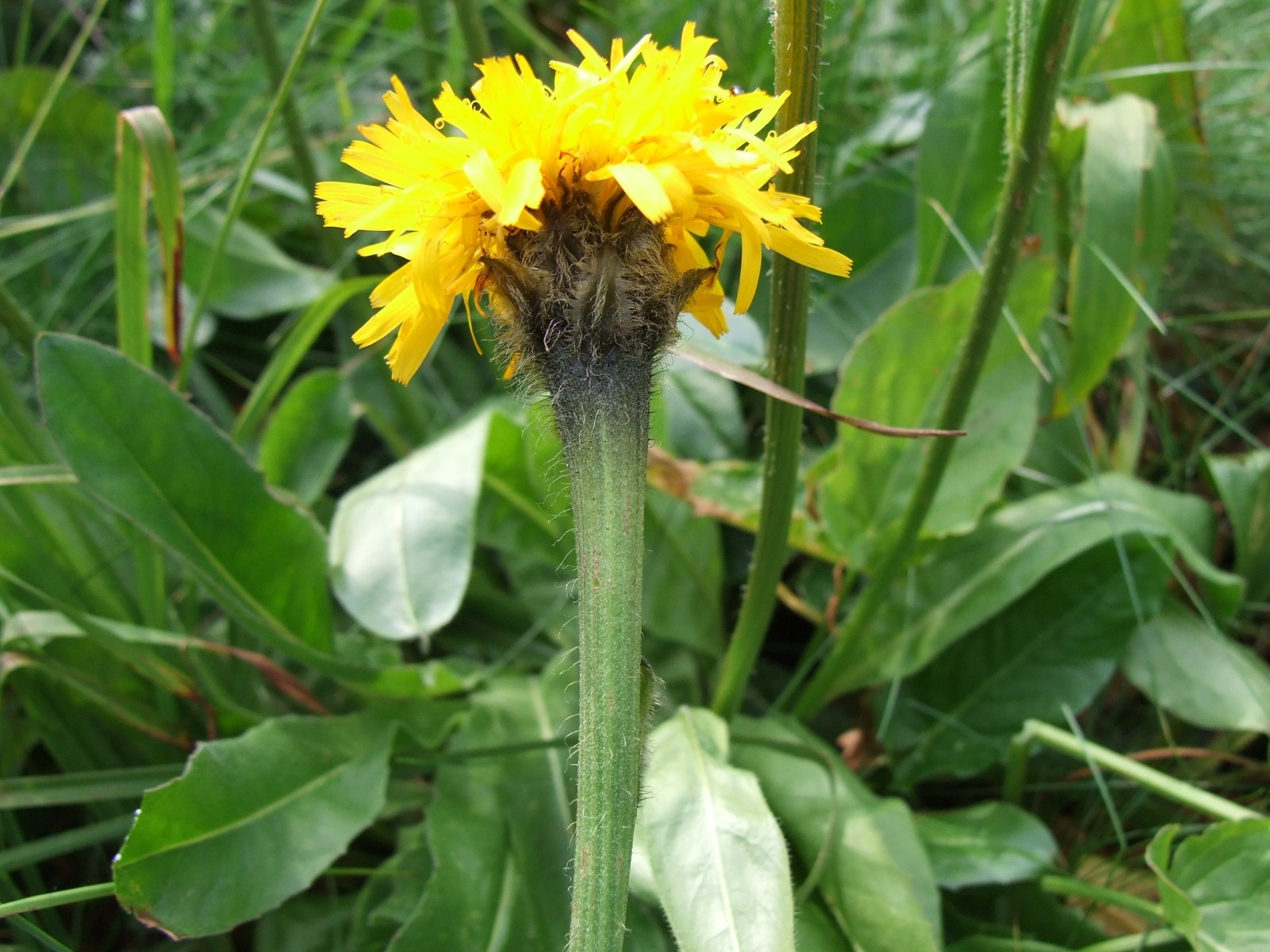
Il capolino

Habitus. La forma biologica della specie è emicriptofita rosulata (H ros), ossia sono piante con gemme svernanti al livello del suolo e protette dalla lettiera o dalla neve, e con le foglie disposte a formare una rosetta basale. Alcune parti della pianta sono provviste di latice. La superficie di queste piante è grossolanamente ricoperta da peli semplici o multicellulari privi di peduncolo (i peli sono rigidi).
Radici. La radice è del tipo a fittone.
Fusto. Lo scapo è tubuloso, eretto e semplice (porta un capolino soltanto). Tutta la superficie è percorsa da grosse setole rivolte verso il terreno. Diametro del fusto 3 – 6 mm (sotto il capolino può ingrossarsi fino a 8 – 15 mm). L'altezza di questa pianta varia da 30 a 50 cm.
Foglie. 
- Foglie basali: le foglie basali hanno una forma lanceolata; la superficie è pubescente-ruvida; il margine è percorso da denti ottusi. Dimensione delle foglie basali: larghezza 2 – 3 cm; lunghezza 9 – 15 cm.
- Foglie cauline: le foglie cauline sono progressivamente più piccole e sessili e hanno il bordo intero. Lunghezza delle foglie cauline: 2 – 5 cm.

Infiorescenza. L'infiorescenza è formata da un solo grande capolino emisferico. La struttura del capolino è quella tipica delle Asteraceae: un peduncolo sorregge un involucro cilindrico formato da più squame acuminate e pelose che fanno da protezione al ricettacolo sul quale s'inseriscono due tipi di fiori: quelli esterni ligulati e quelli interni tubulosi (in questo caso sono assenti).  Il ricettacolo  si presenta con diverse pagliette poste alla base dei fiori, mentre l'involucro è formato da più serie di squame disposte in modo embricato. Le squame sono irte di setole scure, mentre il loro bordo è dentellato o sfrangiato. Diametro del capolino : 5 – 7 cm. Dimensioni dell'involucro: larghezza 20 mm, altezza 20 – 25 mm.
Fiori. I fiori sono ermafroditi, zigomorfi, tetra-ciclici (calice – corolla – androceo – gineceo) e pentameri (a 5 elementi). In questa specie i fiori tubulosi non sono presenti.
- Formula fiorale:

*/x K {\displaystyle \infty }, [C (5), A (5)], G 2 (infero), achenio
- Calice: i sepali sono ridotti ad una coroncina di squame.
- Corolla: i petali alla base sono saldati a tubo e terminano con una ligula a 5 denti  (è la parte finale dei cinque petali saldati fra di loro). Il colore dei fiori ligulati è giallo-limone. La corolla è lunga fino a 4 cm.
- Androceo:  gli stami sono 5 con filamenti liberi, mentre le antere sono saldate tra di loro e formano un manicotto circondante lo stilo. Il polline è tricolporato.[14]
- Gineceo: l'ovario è infero uniloculare formato da 2 carpelli; lo stilo è unico ma profondamente bifido (con due stigmi).  La superficie stigmatica è posizionata internamente (vicino alla base degli stigmi).[15]
- Antesi: fiorisce da luglio ad settembre.

Frutti. Il frutto è un achenio con becco (sono delle nucule tutte molto uguali fra di loro), sormontato da un pappo uniseriato (un unico ordine di setole) a setole piumose, quelle interne, mentre le setole laterali sono scabro-dentellate. Dimensione degli acheni : 12 – 15 mm.

## Biologia
- Impollinazione: l'impollinazione avviene tramite insetti (impollinazione entomogama tramite farfalle diurne e notturne).
- Riproduzione: la fecondazione avviene fondamentalmente tramite l'impollinazione dei fiori (vedi sopra).
- Dispersione: i semi (gli acheni) cadendo a terra sono successivamente dispersi soprattutto da insetti tipo formiche (disseminazione mirmecoria). In questo tipo di piante avviene anche un altro tipo di dispersione: zoocoria. Infatti gli uncini delle brattee dell'involucro si agganciano ai peli degli animali di passaggio disperdendo così anche su lunghe distanze i semi della pianta.

## Distribuzione e habitat

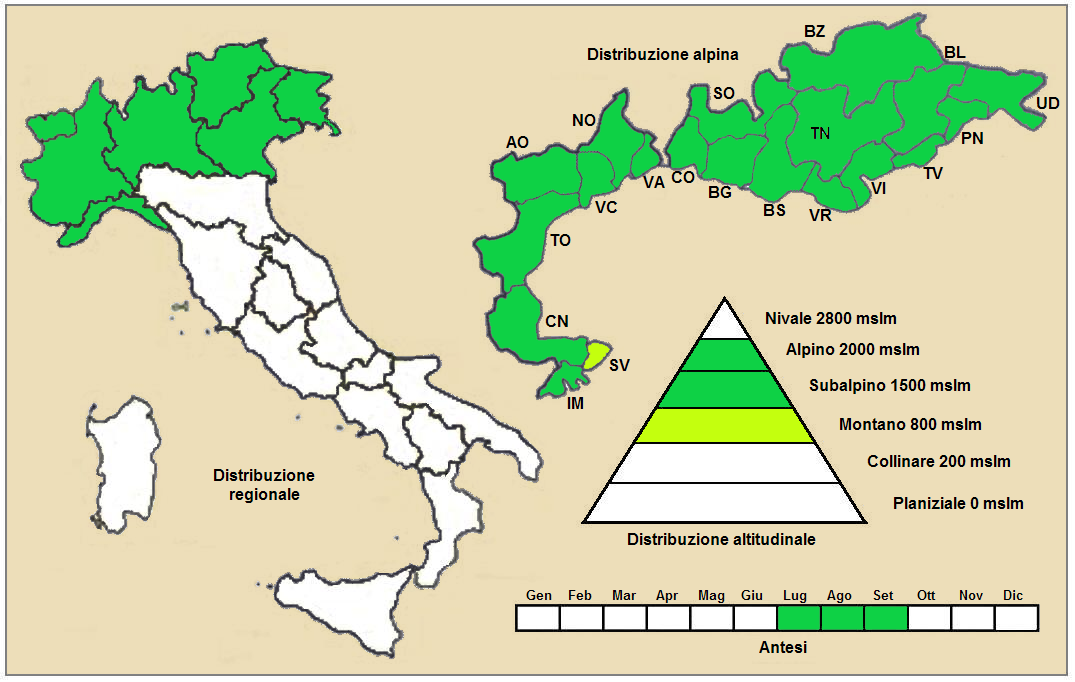
Distribuzione della pianta (Distribuzione regionale – Distribuzione alpina)

- Geoelemento: il tipo corologico (area di origine) è Orofita Alpino – Carpatico.
- Distribuzione: in Italia è presente su tutta l'arco alpino al limite della vegetazione arborea. Fuori dall'Italia si trova sporadicamente sulle Alpi Balcaniche e sui Carpazi.
- Habitat: l'habitat di questa pianta sono le praterie e pascoli alpini e subalpini a substrato acido (siliceo, graniti, scisti cristallini e lave con pH acido); i terreni possono avere un basso contenuto nutrizionale, ma medi valori di umidità.
- Distribuzione altitudinale: si trova dai 1.800 ai 2.600 m s.l.m. (raramente scende fino a 1.300 m s.l.m.); sui rilievi frequenta quindi il piano subalpino e alpino.

## Fitosociologia

### Areale alpino
Dal punto di vista fitosociologico alpino la specie di questa scheda appartiene alla seguente comunità vegetale:
Formazione: comunità delle praterie rase dei piani subalpino e alpino con dominanza di emicriptofite
Classe: Juncetea trifidi

### Areale italiano
Per l'areale completo italiano Hypochaeris uniflora appartiene alla seguente comunità vegetale:
Macrotipologia: vegetazione sopraforestale criofila e dei suoli crioturbati.
Classe: Caricetea curvulae Br.-Bl. 1948 nom. cons. propos. Rivas-Martínez, Diaz, Ferná ndez- González, Izco, Loidi, Lousa & Penas, 2002
Ordine: Caricetalia curvulae Br.-Bl. in Br.-Bl. & Jenny, 1926
Alleanza: Nardion strictae Br.-Bl. in Br.-Bl. & Jenny, 1926
Descrizione. L'alleanza Nardion strictae è relativa alle praterie acidofile e mesofile che si sviluppano in stazioni pianeggianti o poco pendenti presenti sui rilievi montuosi più elevati dell’Europa meridionale. Spesso queste aree sono legate a siti caratterizzati da innevamento prolungato. La distribuzione dell'alleanza è situata nella fascia dell’Europa media, andando dai Pirenei ai Carpazi. In Italia è presente sulle Alpi e, localizzata, sull'Appennino settentrionale.
Alcune specie presenti nell'associazione: Ajuga pyramidalis, Alopecurus gerardii, Gnaphalium sylvaticum, Hieracium aurantiacum, Plantago alpina, Pseudorchis albida, Ranunculus villarsii, Trifolium alpinum e Viola ferrarinii.

## Tassonomia
La famiglia di appartenenza di questa voce (Asteraceae o Compositae, nomen conservandum) probabilmente originaria del Sud America, è la più numerosa del mondo vegetale, comprende oltre 23.000 specie distribuite su 1.535 generi, oppure 22.750 specie e 1.530 generi secondo altre fonti (una delle checklist più aggiornata elenca fino a 1.679 generi). La famiglia attualmente (2021) è divisa in 16 sottofamiglie.

### Filogenesi
Il genere di questa voce appartiene alla sottotribù Hypochaeridinae della tribù Cichorieae (unica tribù della sottofamiglia Cichorioideae). In base ai dati filogenetici la sottofamiglia Cichorioideae è il terz'ultimo gruppo che si è separato dal nucleo delle Asteraceae (gli ultimi due sono Corymbioideae e Asteroideae). La sottotribù Hypochaeridinae fa parte del "quarto" clade della tribù; in questo clade è posizionata nel "core" del gruppo, vicina alle sottotribù Crepidinae e Chondrillinae.
Il genere di questa voce, nell'ambito della sottostribù occupa "basale" subito dopo il genere Urospermum, quindi con il resto dei generi della sottotribù forma un "gruppo fratello". Il genere è bifiletico (alcuni Autori hanno proposto una sua scissione, alcune specie dovrebbero essere descritte nel genere Achyrophorus Adans.), tuttavia attualmente si preferisce mantenere Hypochaeris nella sua circoscrizione più ampia. Le specie sudamericane formano un gruppo monofiletico con Hypochaeris angustifolia (del Marocco) come clade "fratello". Le prime Hypochaeris hanno avuto origine nella regione mediterranea e in Sud America sono arrivate molto probabilmente dopo una dispersione a lunga distanza dall'Africa nord-occidentale.
I caratteri distintivi per questo genere sono:
- il ricettacolo è provvisto di pagliette (squamoso);
- il pappo, degli acheni centrali, è formato da un unico ordine di setole generalmente piumose con rigide pinnule.

Il genere è diviso in cinque cladi. La specie di questa voce appartiene alla sect. Amblachaenium: include il clade Trommsdorffia con le specie eurasiatiche: H. grandiflora, H. maculata, H. uniflora e H. crepidioides.
I caratteri distintivi per la specie di questa voce sono:
- il fusto sotto il capolino è ingrossato;
- le foglie basali sono dentate (raramente sono intere);
- l'involucro bratteale è lungo 20 - 25 mm;
- le brattee esterne dell'involucro hanno delle forme laciniate e dentellate;
- il pappo è uniseriato.

Il numero cromosomico della specie è: 2n = 10.

### Sinonimi
La specie di questa scheda, in altri testi, può essere chiamata con nomi diversi. L'elenco che segue indica alcuni tra i sinonimi più frequenti:
- Achyrophorus helveticus Less.
- Achyrophorus uniflorus  F.W.Schmidt
- Hieracium uniflorum  E.H.L.Krause
- Hypochaeris alpestris  Facch. ex Ambrosi
- Hypochaeris foliosa  Vill.
- Hypochaeris helvetica  Wulfen
- Porcellites helveticus  Cass.
- Trommsdorffia uniflora  (Vill.) Soják

### Specie simili
Sui prati alpini è possibile trovare Hypochaeris uniflora assieme alla Hypochaeris maculata L. (Costolina macchiata); questo però soltanto a quote medie (1.500 m s.l.m. - quota alla quale le due specie possono convivere). Si distinguono comunque per le foglie macchiate la Hypochaeris maculata e per il capolino rigorosamente unico della specie Hypochaeris uniflora.
Un'altra specie con la quale può essere confusa è la Crepis pontana (L.) D.Torre (Radichiella subalpina) che tra l'altro frequenta gli stessi piani vegetazionali. Si può distinguere in quanto il pappo di quest'ultima specie è formato da setole semplici (non piumose).